# 南區 (京都市)
南区（日语：／ Minami ku */?）是京都市的11区之一，位於京都市市區南側，鴨川以西。

## 人口
| 南區人口變化 \| 1970年 \| 108,200人 \| \| \| 1975年 \| 104,423人 \| \| \| 1980年 \| 101,713人 \| \| \| 1985年 \| 101,206人 \| \| \| 1990年 \| 98,962人 \| \| \| 1995年 \| 98,905人 \| \| \| 2000年 \| 97,820人 \| \| \| 2005年 \| 98,193人 \| \| \| 2010年 \| 98,744人 \| \| \| 2015年 \| 99,927人 \| \| \| 2020年 \| 101,970人 \| \| |           |  |
| 資料來源：日本總務省統計中心提供之人口普查數據 |           |  |
| 1970年 | 108,200人 |  |
| 1975年 | 104,423人 |  |
| 1980年 | 101,713人 |  |
| 1985年 | 101,206人 |  |
| 1990年 | 98,962人  |  |
| 1995年 | 98,905人  |  |
| 2000年 | 97,820人  |  |
| 2005年 | 98,193人  |  |
| 2010年 | 98,744人  |  |
| 2015年 | 99,927人  |  |
| 2020年 | 101,970人 |  |

## 歷史
現在的南區範圍在令制國時代分屬山城國葛野郡、紀伊郡及乙訓郡。1868年廢止江戶幕府後，隸屬於新設立的京都府。
1889年日本實施町村制，現在的南區在當時分屬大內村、七條村、東九條村、上鳥羽村、吉祥院村、久世村，六個行政區劃。1918年至1931年期間，大內村、七條村、東九條村、上鳥羽村、吉祥院村先後被併入京都市，並劃入下京區；1955年，位於京都車站以南的原屬前述這五個村的區域被劃出新設立為南區。
1959年久世村被併入京都市，劃入南區，形成現在南區的範圍。

## 設施

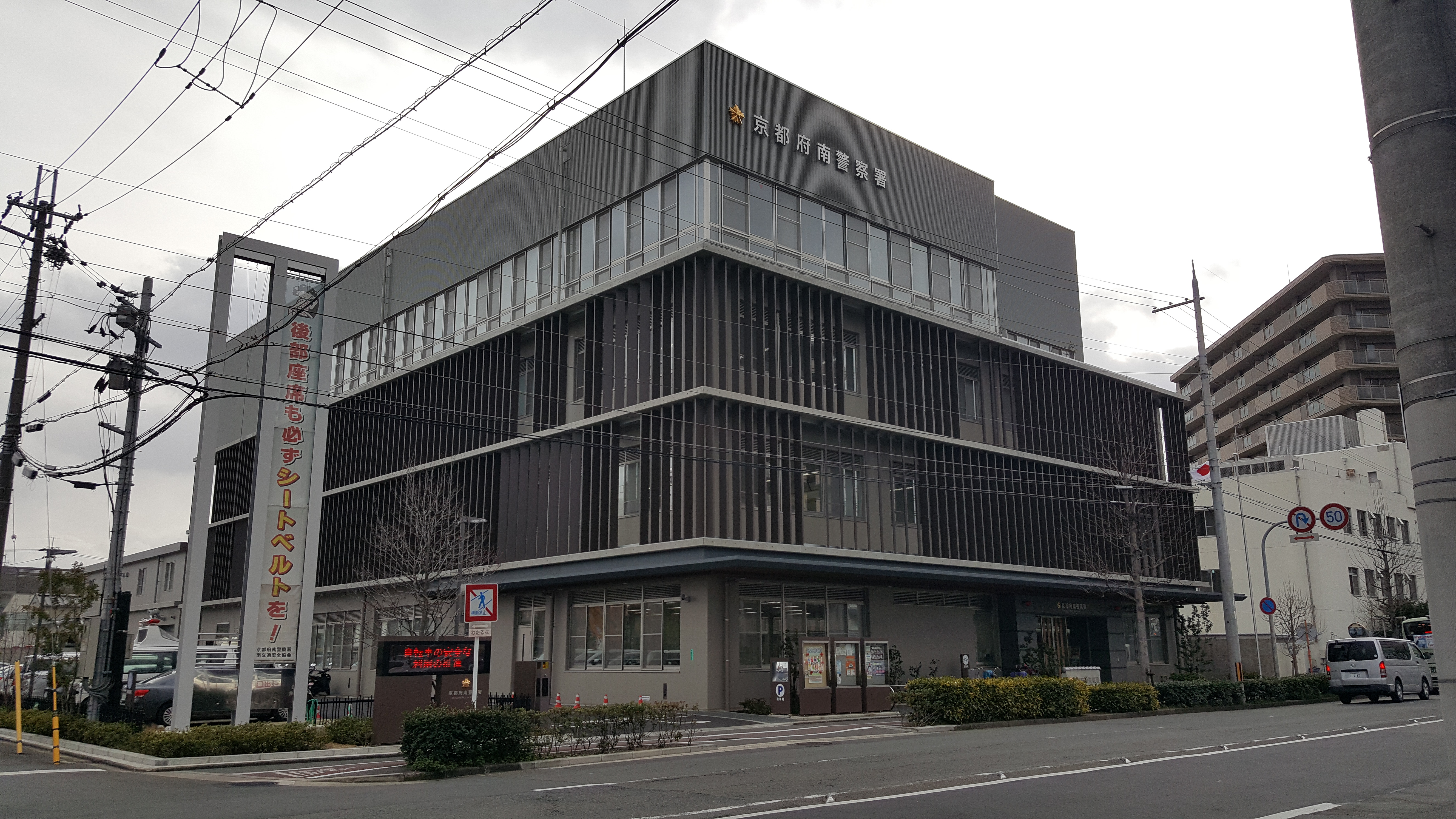
京都府南警察署

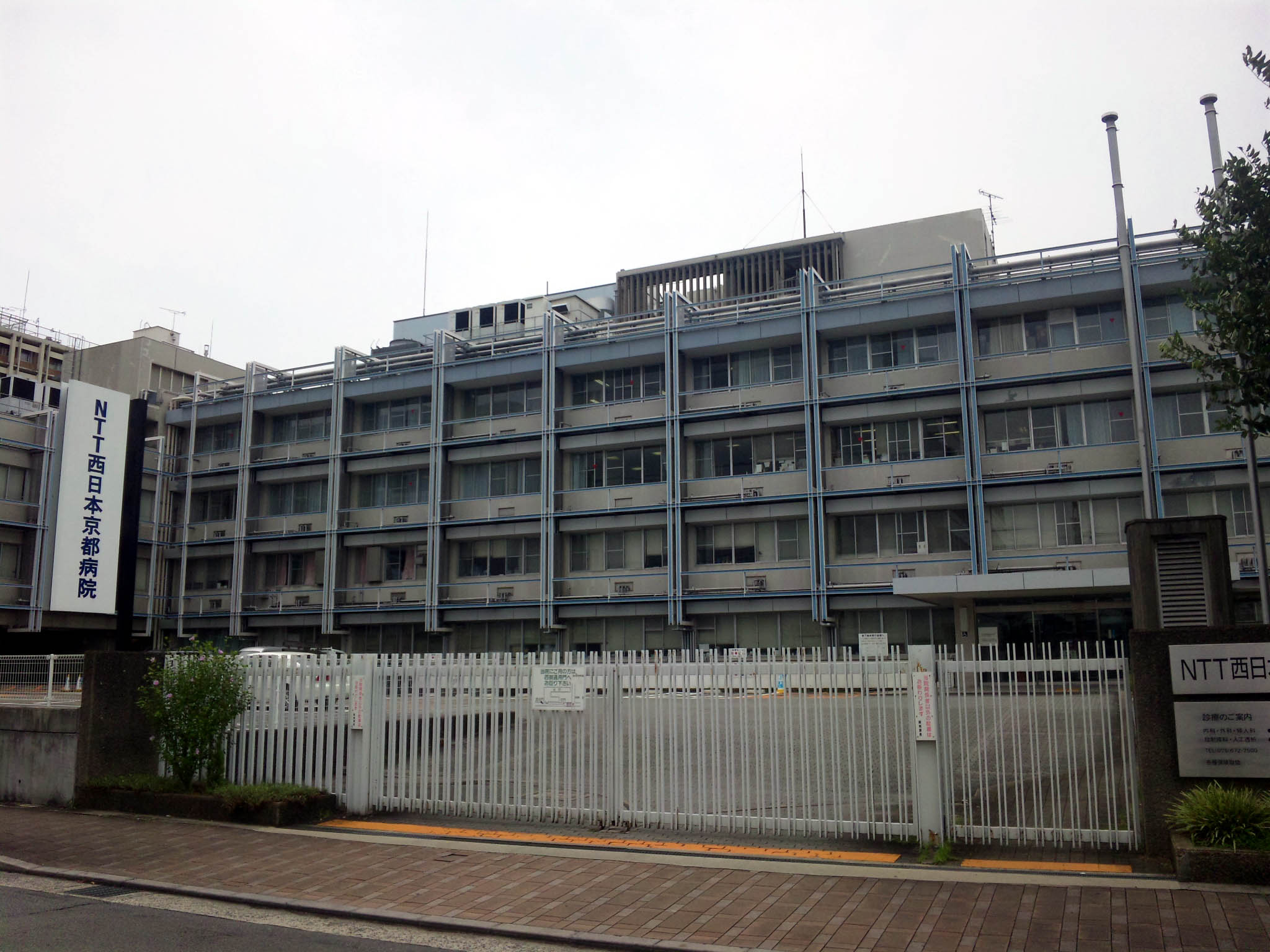
洛和会東寺南醫院

### 警消
- 京都府南警察署
- 京都市南消防署

### 医療
- 吉祥院醫院
- 洛和会東寺南醫院

## 經濟

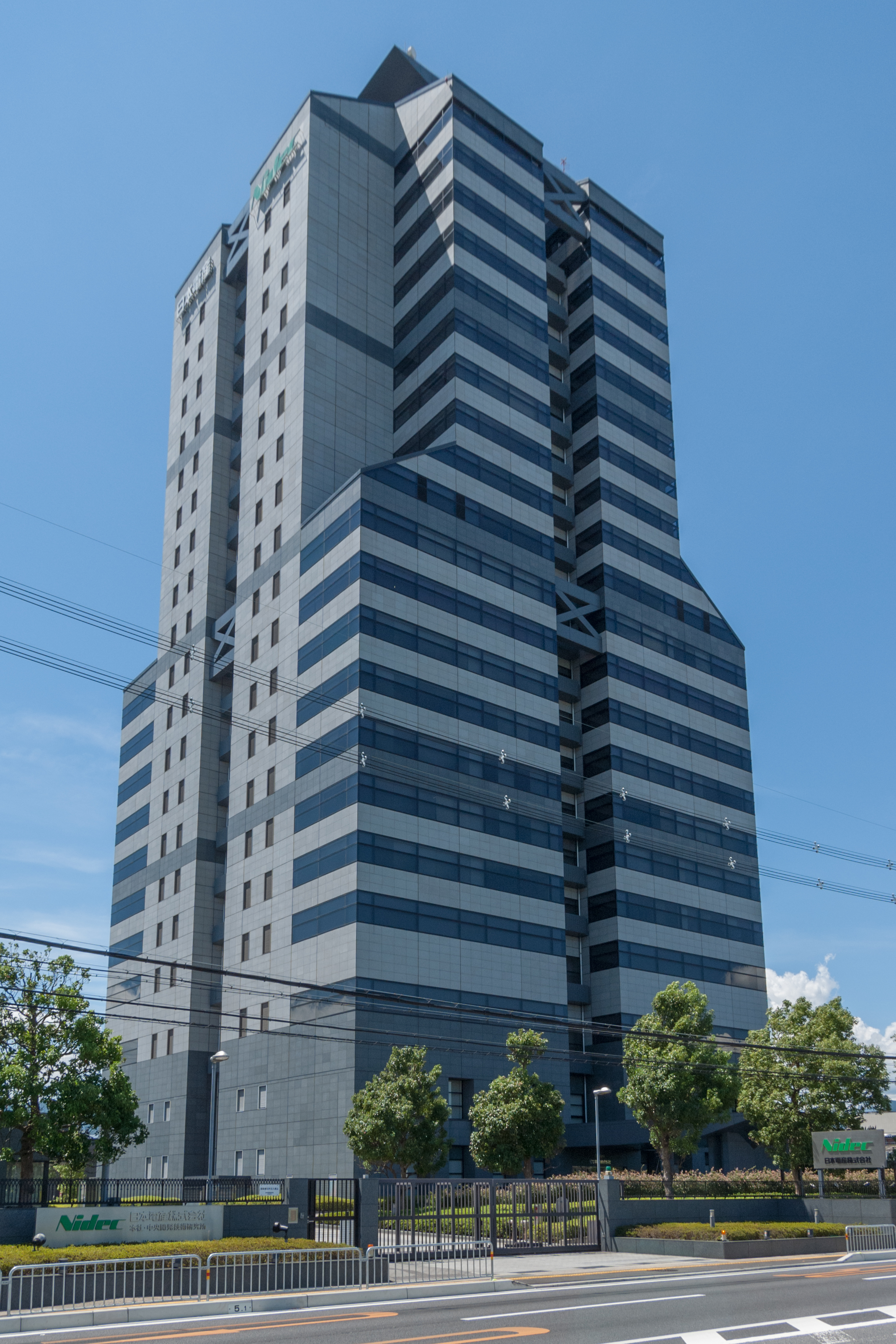
日本電產本社

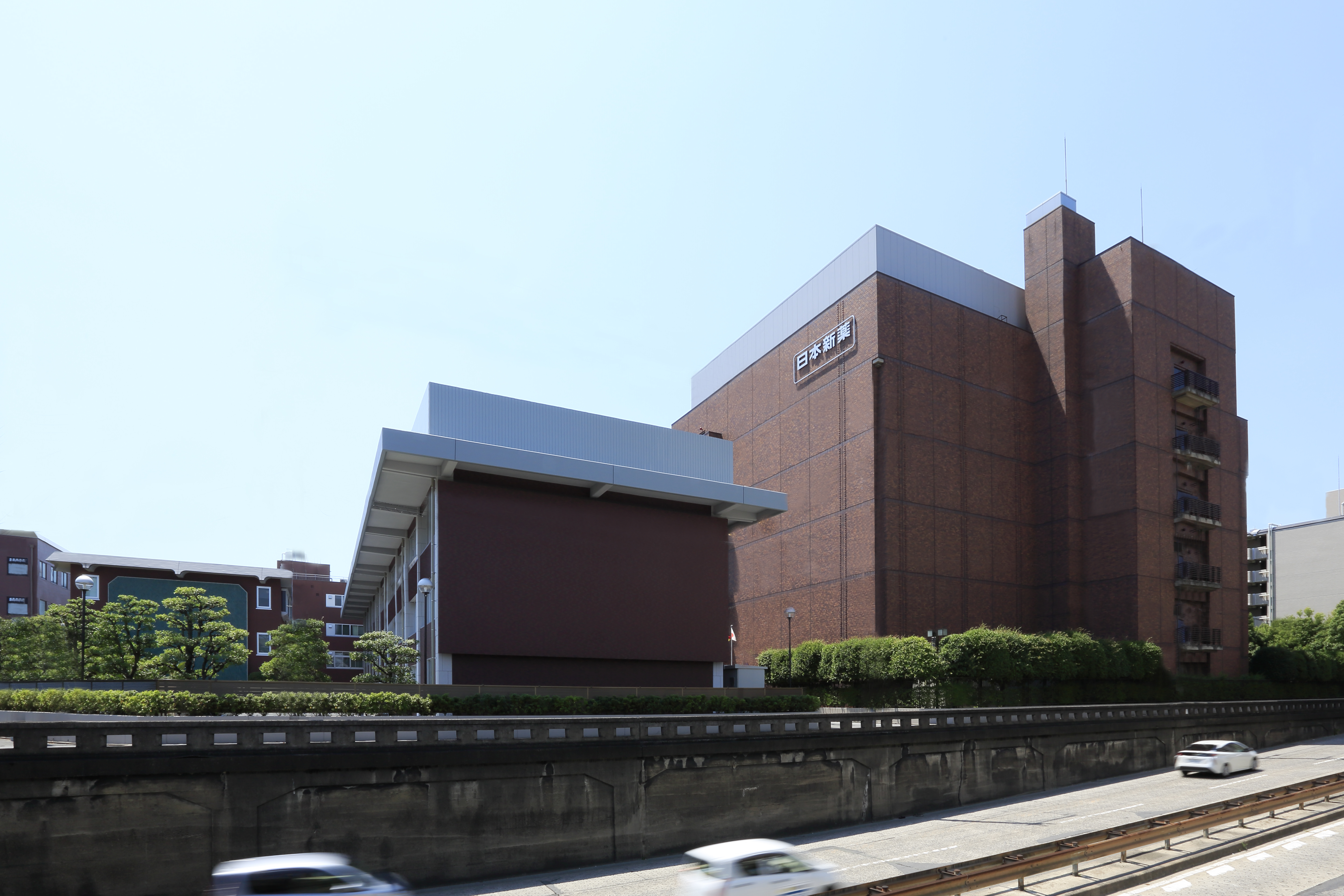
日本新藥

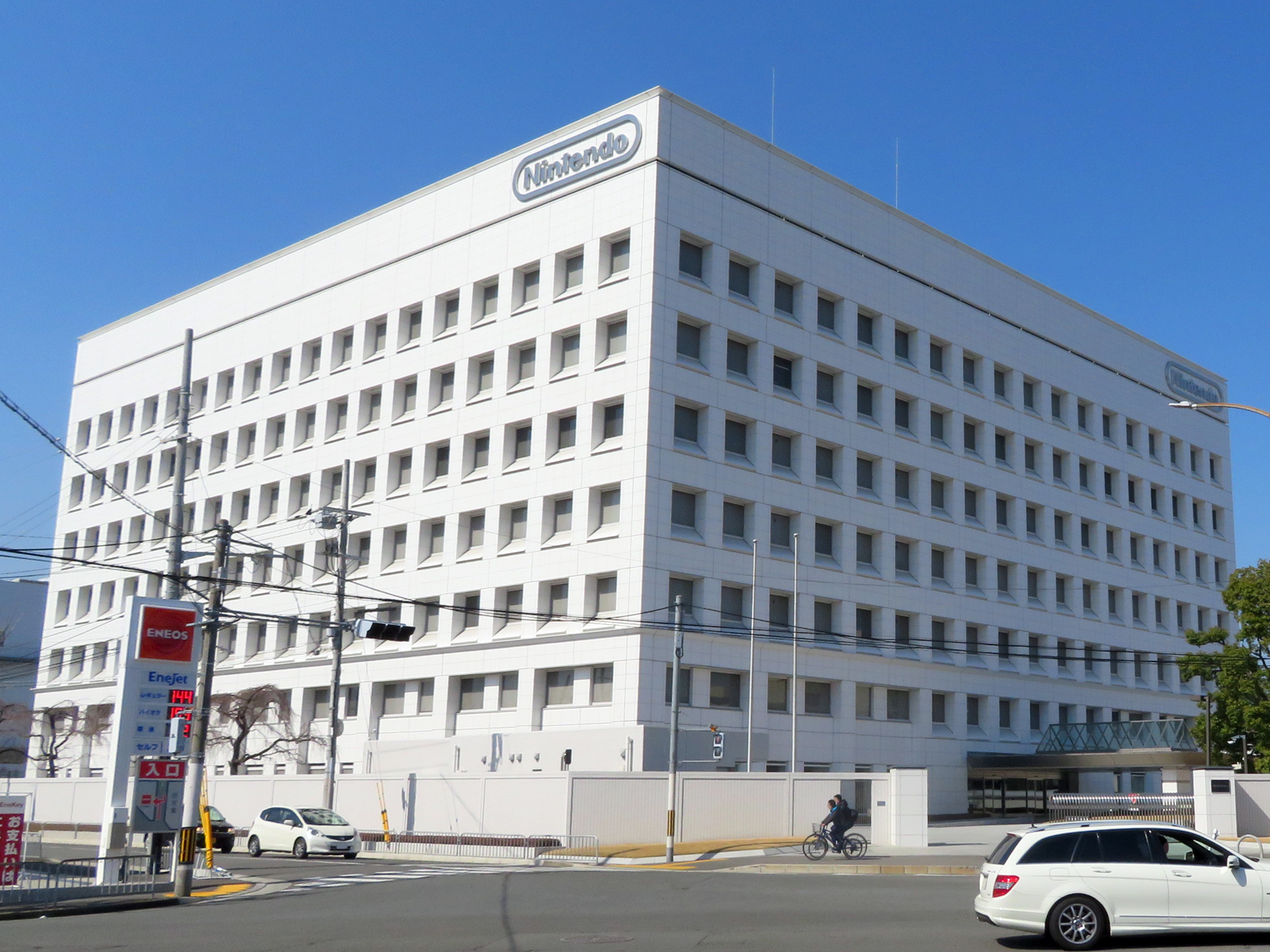
任天堂本社

南區跟伏見區作為京都市產業振興據點的新都心「洛南進都」，有許多大企業的總部進駐。

### 第三級產業

#### 商業
- AEON京都桂川
- AEON KYOTO
- AEON洛南Shopping Center
- 京都AVANTI
- Daiei桂南店

### 在南區設置總公司的企業
- SG控股
- 佐川宅急便（日语：佐川急便）
- GS Yuasa Corporation（日语：ジーエス・ユアサコーポレーション）
- 第一工業製薬
- Cheerio Corporation（日语：チェリオコーポレーション）
- TOWA（日语：TOWA）
- 西村製作所（日语：西村製作所）
- 日本新藥（日语：日本新薬）
- 日本電產
- 任天堂
- 堀場製作所（日语：堀場製作所）
- 華歌爾

## 教育

### 專修學校
私立
- 京都電腦学院京都站前校
- 京都自動車專門学校

### 高等学校
市立
- 京都市立塔南高等学校
- 京都市立洛陽工業高等学校
- 京都府立鳥羽高等学校

私立
- 洛南高等学校

### 小中一貫校
市立
- 凌風学園

### 中学校
市立
- 京都市立八條中学
- 京都市立九條中学校
- 京都市立洛南中学校
- 京都市立久世中学校

私立
- 洛南高等学校附屬中学校

### 小学校
市立
- 京都市立九條弘道小学校
- 京都市立九條塔南小学校
- 京都市立南大內小学校
- 京都市立唐橋小学校
- 京都市立吉祥院小学校
- 京都市立祥榮小学校
- 京都市立祥豊小学校
- 京都市立上鳥羽小学校
- 京都市立大藪小学校
- 京都市立久世西小学校

## 交通

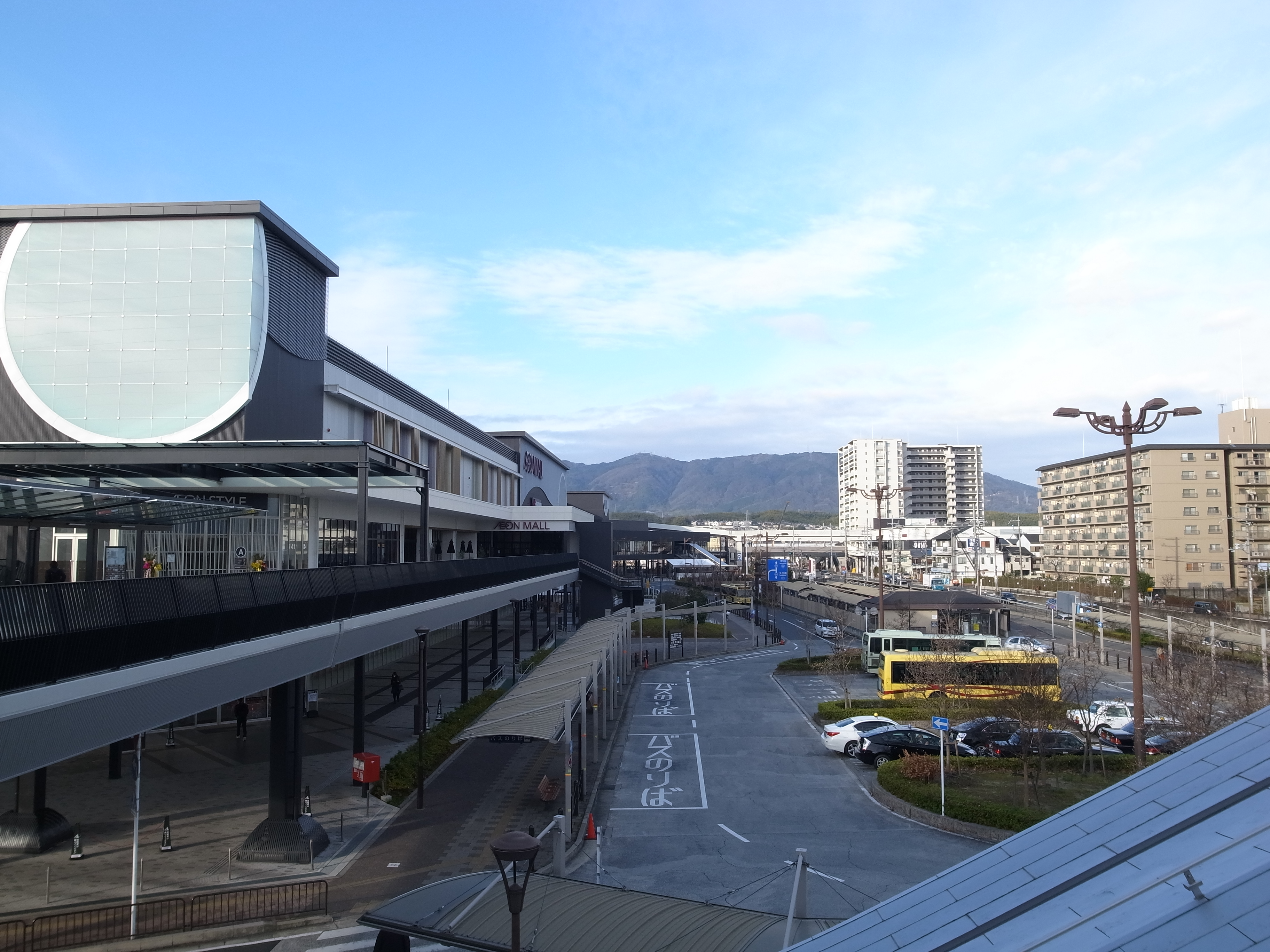
桂川站前

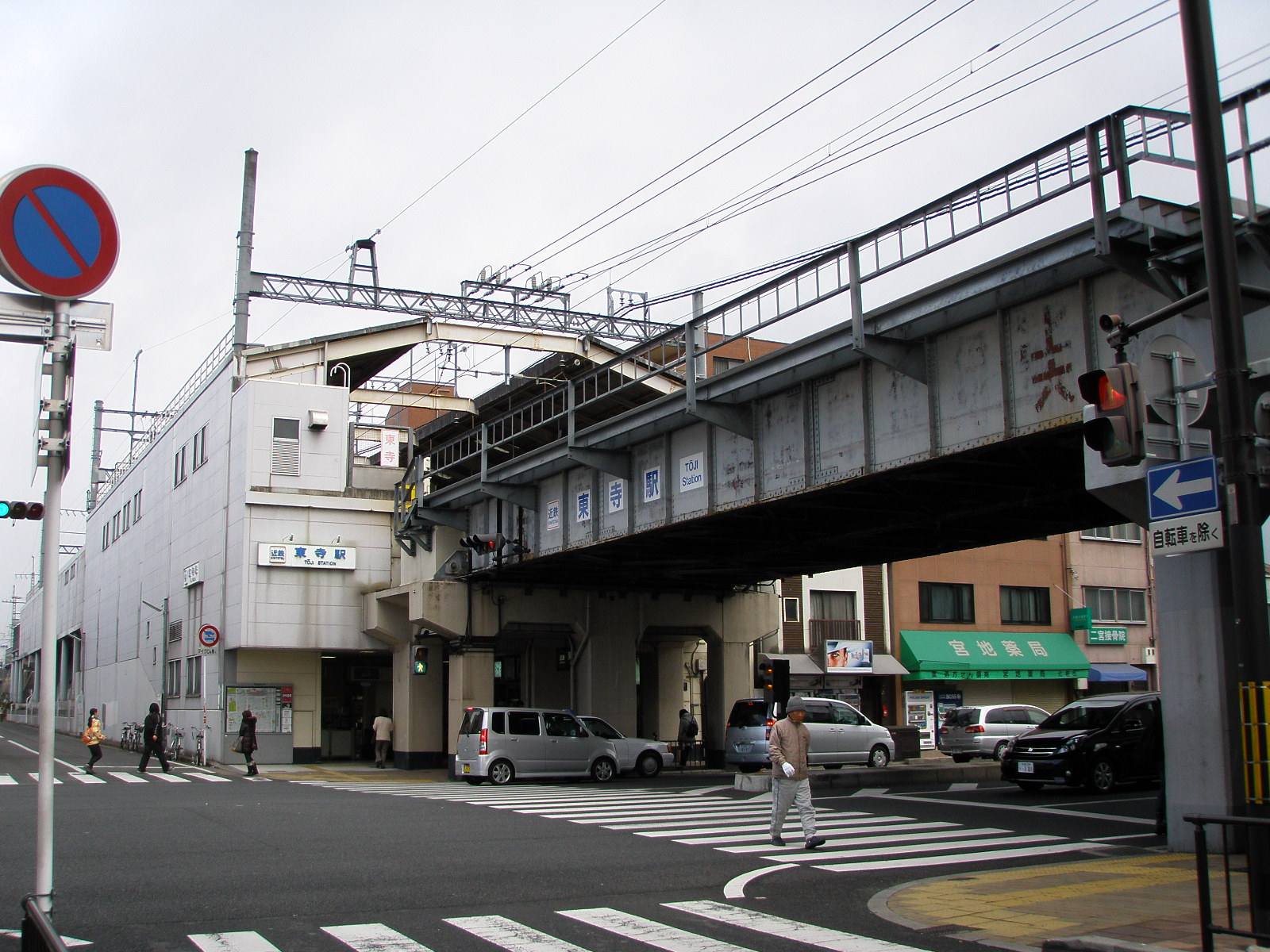
東寺站

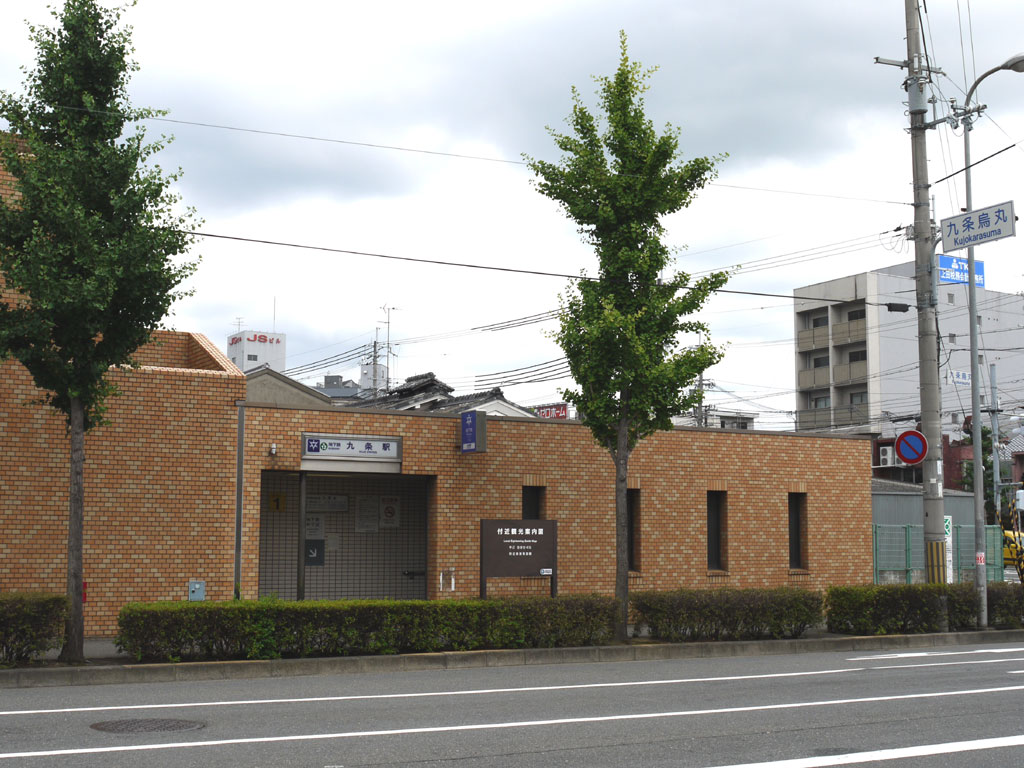
九條站

### 鐵道
JR西日本
 東海道本線（JR京都線）
西大路站 - 桂川站
近畿日本鐵道
 京都線
東寺站 - 十條站
京都市營地下鐵
 烏丸線
九條站 - 十條站

## 名勝古蹟
- 東寺
- 西寺
- 安祥院
- 九條住本寺
- 九品寺
- 城興寺
- 大通寺
- 寶菩提院
- 羅城門跡
- 六孫王神社
- 吉祥院天滿宮
- 鎌達稻荷神社

## 著名出身人物
- 今いくよ（漫才師・吉本興業）
- 大隣憲司（職棒・千葉羅德海洋選手）
- 木元邦之（職棒・前歐力士野牛選手）
- 齊藤和巳（職棒・前福岡軟銀鷹選手）
- 島田紳助（前藝人・吉本興業）
- 平尾誠二（前日本國家橄欖球隊選手・前日本代表教練）

## 外部連結
- （日語） 南區友誼咖啡館的Facebook專頁